# Melophorus curtus
Melophorus curtus är en myrart som beskrevs av Auguste-Henri Forel 1902. Melophorus curtus ingår i släktet Melophorus och familjen myror. Inga underarter finns listade i Catalogue of Life.